# Richard Davison
Richard Davison (* 20. September 1955 in Nottingham) ist ein britischer Dressurreiter und Olympiateilnehmer.

## Sportliche Karriere
Im Alter von neun Jahren bekam Davison sein erstes Pony. Nach der Schule arbeitete er kurzzeitig in der PR-Agentur seines Vaters, bevor er sich für den Reitsport entschied. Damals noch am Jagd-Reiten interessiert, schickte ihn die Vielseitigkeitsreiterin Sandra Pearson-Adams in einen Dressurkurs von Barbara Slane-Fleming, in dem er seine Begeisterung für das Dressurreiten entdeckte. Lady Bamford kaufte ihm daraufhin das Pferd Master JCB, mit dem er unter anderem Teamsilber bei den Europameisterschaften 1993 gewann. Ein Jahrzehnt später gewann er Mannschaftsbronze bei der Europameisterschaft in Hickstead. Davison ritt bisher bei vier Olympischen Spielen, zuletzt bei den Spielen 2012 in London.

### Erfolge
- Olympische Sommerspiele:
  - 1996, Atlanta: mit Askari 8. Platz mit der Mannschaft und 21. Platz in der Einzelwertung
  - 2000, Sydney: mit Askari 8. Platz mit der Mannschaft und 35. Platz in der Einzelwertung
  - 2004, Athen: mit Ballaseyr Royale 7. Platz mit der Mannschaft und 22. Platz in der Einzelwertung
  - 2012, London: mit Artemis 26. Platz in der Einzelwertung

- Weltreiterspiele:
  - 1998, Rom: mit Askari 8. Platz mit der Mannschaft und 32. Platz in der Einzelwertung
  - 2002, Jerez de la Frontera: mit Ballaseyr Royale 10. Platz mit der Mannschaft und 28. Platz in der Einzelwertung

- Europameisterschaften:
  - 1993, Lipica: mit Prego 2. Platz mit der Mannschaft und 23. Platz in der Einzelwertung
  - 1999, Arnheim: mit Askari 5. Platz mit der Mannschaft und 12. Platz in der Einzelwertung
  - 2001, Verden: mit Askari 19. Platz in der Einzelwertung
  - 2003, Hickstead: mit Ballaseyr Royale 3. Platz mit der Mannschaft und 14. Platz in der Einzelwertung

- Weltcupfinale:
  - 2003, Göteborg: mit Ballaseyr Royale 7. Platz
  - 2011, Leipzig: mit Artemis 10. Platz
  - 2012, ’s-Hertogenbosch: mit Artemis 5. Platz[1]

## Aktivitäten
Davison ist Partner der British Horse Society, sowie ein regelmäßiger Horse & Hound-Kolumnist. Zudem ist er Mitglied des FEI Dressur-Komitee, sowie Vize-Präsident des internationalen Dressurreiter-Clubs. Er trainiert bei Conrad Schumacher.

## Privates
Davison ist mit der Dressurreiterin Gillian verheiratet. Das Paar hat zwei Söhne: Thomas und Joseph, die beide im Springsattel erfolgreich sind.

## Pferde
- Master JCB, Besitzer: Lady Bamford
- Ballaseyr Royale (1990–2017), Vater: Picandt[3]
- Hiscox Deveraux (* 1985), KWPN, Vater: Waganaar, Besitzer: Richard & Gillian Davison
- Hiscox Jyko (* 1991), KWPN, Vater: El Corrona, Besitzer: Gillian Davison
- Hiscox Rodolpho (* 1993), Oldenburger, Vater: Ramiro, Besitzer: Gillian Davison
- Hiscox Karachi (* 1993), Hannoveraner, Vater: Warkant, Besitzer: Gillian Davison
- Hiscox Artemis (* 1999, ursprünglicher Name: Foto Tyme), brauner Westfälischer Wallach, Vater: Florestan, Muttervater: Delphi, ab 2013 von Philine von Bremen geritten[4][5]